# Ordgarius acanthonotus
Ordgarius acanthonotus är en spindelart som först beskrevs av Simon 1909.  Ordgarius acanthonotus ingår i släktet Ordgarius och familjen hjulspindlar.
Artens utbredningsområde är Vietnam. Inga underarter finns listade i Catalogue of Life.